# アラモ (カリフォルニア州)
アラモ（英語:Alamo）は、アメリカ合衆国カリフォルニア州のコントラコスタ郡にある国勢調査指定地域（CDP）。サンフランシスコ・ベイエリアのイーストベイに位置する。人口は1万5314人（2020年）。

## 概要
「アラモ」は、スペイン語でポプラの木を意味し、サンラモンクリークに並ぶポプラの木にちなんで、1850年に付けられた（アラモを参照）。19世紀のテキサスの要塞とは関係がない（アラモの戦いを参照）。
ディアブロ山の西側にあり、大自然が身近にある。